# Szent Miklós szerb ortodox templom (Temesvár)
A temesvári Szent Miklós szerb ortodox templom műemlékké nyilvánított épület Romániában, Temes megyében. A romániai műemlékek jegyzékében az  TM-II-m-A-06120 sorszámon szerepel.